# Murianette
Murianette és un municipi francès situat al departament de la Isèra i a la regió d'Alvèrnia-Roine-Alps. L'any 2007 tenia 746 habitants.

## Demografia

### Població
El 2007 la població de fet de Murianette era de 746 persones. Hi havia 280 famílies de les quals 63 eren unipersonals (37 homes vivint sols i 26 dones vivint soles), 74 parelles sense fills, 121 parelles amb fills i 22 famílies monoparentals amb fills.
La població ha evolucionat segons el següent gràfic:
Habitants censats

### Habitatges
El 2007 hi havia 307 habitatges, 288 eren l'habitatge principal de la família, 8 eren segones residències i 11 estaven desocupats. 250 eren cases i 50 eren apartaments. Dels 288 habitatges principals, 218 estaven ocupats pels seus propietaris, 63 estaven llogats i ocupats pels llogaters i 7 estaven cedits a títol gratuït; 11 tenien una cambra, 19 en tenien dues, 36 en tenien tres, 80 en tenien quatre i 142 en tenien cinc o més. 239 habitatges disposaven pel capbaix d'una plaça de pàrquing. A 116 habitatges hi havia un automòbil i a 154 n'hi havia dos o més.

### Piràmide de població
La piràmide de població per edats i sexe el 2009 era:
| Homes | Edats   | Dones |
| ----- | ------- | ----- |
| 4     | 95 o +  | 0     |
| 4     | 90 a 94 | 4     |
| 12    | 85 a 89 | 4     |
| 0     | 80 a 84 | 4     |
| 8     | 75 a 79 | 8     |
| 12    | 70 a 74 | 12    |
| 16    | 65 a 69 | 16    |
| 24    | 60 a 64 | 28    |
| 12    | 55 a 59 | 8     |
| 12    | 50 a 54 | 8     |
| 8     | 45 a 49 | 8     |
| 56    | 40 a 44 | 48    |
| 16    | 35 a 39 | 32    |
| 24    | 30 a 34 | 16    |
| 4     | 25 a 29 | 8     |
| 12    | 20 a 24 | 8     |
| 16    | 15 a 19 | 8     |
| 16    | 10 a 14 | 32    |
| 12    | 5 a 9   | 20    |
| 28    | 0 a 4   | 16    |

## Economia
El 2007 la població en edat de treballar era de 498 persones, 372 eren actives i 126 eren inactives. De les 372 persones actives 348 estaven ocupades (193 homes i 155 dones) i 25 estaven aturades (11 homes i 14 dones). De les 126 persones inactives 36 estaven jubilades, 56 estaven estudiant i 34 estaven classificades com a «altres inactius».

### Ingressos
El 2009 a Murianette hi havia 294 unitats fiscals que integraven 789,5 persones, la mediana anual d'ingressos fiscals per persona era de 22.677 €.

### Activitats econòmiques
Dels 27 establiments que hi havia el 2007, 1 era d'una empresa extractiva, 2 d'empreses de fabricació d'altres productes industrials, 10 d'empreses de construcció, 5 d'empreses de comerç i reparació d'automòbils, 1 d'una empresa de transport, 1 d'una empresa d'hostatgeria i restauració, 1 d'una empresa immobiliària, 5 d'empreses de serveis i 1 d'una entitat de l'administració pública.
Dels 9 establiments de servei als particulars que hi havia el 2009, 1 era un taller de reparació d'automòbils i de material agrícola, 2 guixaires pintors, 1 fusteria, 2 lampisteries i 3 electricistes.
L'únic establiment comercial que hi havia el 2009 era una botiga de menys de 120 m².
L'any 2000 a Murianette hi havia 15 explotacions agrícoles que ocupaven un total de 245 hectàrees.

## Equipaments sanitaris i escolars
El 2009 hi havia una escola elemental.

## Poblacions més properes
El següent diagrama mostra les poblacions més properes.